# Oh My Darling, Clementine
„Oh My Darling, Clementine“ je americká westernová lidová píseň, jejíž vznik se datuje do poloviny devatenáctého století. Pojednává o utonulé dívce Clementine, dceři zlatokopa z Kalifornské zlaté horečky. V roce 2012 tuto píseň pod zkráceným názvem „Clementine“ nahrál Neil Young společně se skupinou Crazy Horse a vydal ji na svém albu Americana.
V češtině píseň otextoval Jiří Suchý s názvem Klementajn. Hrála se v divadle Semafor a vyšla na singlu v roce 1963.